# Bajtin
Bajtin je priimek več oseb:
- Leopold Abramovič Bajtin, sovjetski general
- Mihail Mihajlovič Bajtin, ruski književnik